# لوهاردالسول
لوهاردالسول (انگلیسی: Laugardalshöll)
Laugardalshöll یک ورزشگاه سرپوشیده در ریکیاویک، ایسلند است. این ورزشگاه ۵۵۰۰ نفر ظرفیت دارد.

## مناسبت‌ها
احتمالاً مهمترین رویدادی که در لوهاردالسول برگزار شده مسابقات قهرمانی شطرنج جهان ۱۹۷۲ بوده که اغلب از این رویداد با نام «مسابقه قرن» یاد می‌شود. این مسابقه بین بابی فیشر و بوریس اسپاسکی برگزار شده که در آن بابی فیشر آمریکایی، بوریس اسپاسکی روسیه ای را شکست می‌دهد. فیلم بابی فیشر علیه جهان (۲۰۱۱) دارای قسمت‌هایی از این مسابقه است.